# Mont-Amba
Le district de Mont-Amba est l'un des districts de Kinshasa en République démocratique du Congo, situé au sud-est du centre-ville.
Il est composé des communes de Kisenso, de Lemba, de Limete, de Matete, et de Ngaba.

## Administration
Le district du Mont-Amba est constitué de cinq communes et 65 quartiers.

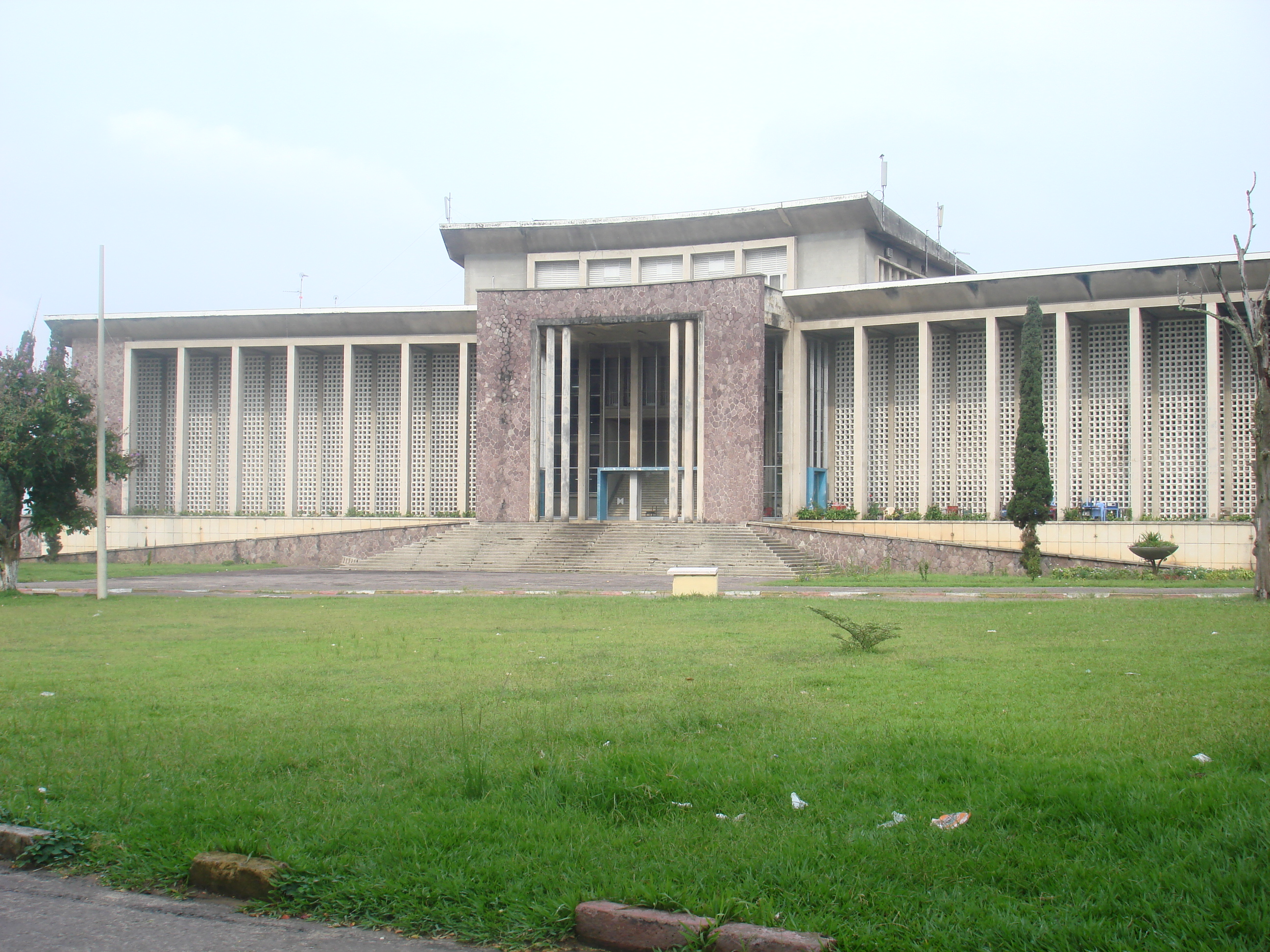
Le rectorat, principal bâtiment administratif de l'Université de Kinshasa.

| Communes | Population (2004) | Superficie km2 | Quartiers (nombre) |
| -------- | ----------------- | -------------- | ------------------ |
| Kisenso  | 386 131           | 16,60          | 17                 |
| Lemba    | 349 838           | 23,70          | 15                 |
| Limete   | 375 726           | 67,70          | 14                 |
| Matete   | 268 781           | 4,88           | 13                 |
| Ngaba    | 180 650           | 4              | 6                  |
| Total    | 1 561 126         | 116,88         | 65                 |

| \| Les 4 districts et les 24 communes de Kinshasa \| \| v · d · m \| |                    |           |
| District de la Lukunga District de la Funa District du Mont-Amba District de la Tshangu Brazzaville Fleuve Congo Pool Malebo M’Bamou Baie de Ngaliema Gombe Barumbu Kin. Ling. K.-V. Ng.-Ng. Kal. Banda- lungwa Kintambo Ngaliema Selembao Bumbu Makala Ngaba Lemba Limete Matete Kisenso Masina Ndjili Kimbanseke Nsele Mont-Ngafula Nsele Maluku |                    |           |
| abréviations : Kinshasa (Kin.), Kasa-Vubu (K.-V.), Lingwala (Ling.), Ngiri-Ngiri (Ng.-Ng.) |                    |           |
| Les 4 districts et les 24 communes de Kinshasa | Blason de Kinshasa | v · d · m |